# Over Drive (Scandal-dal)
Az Over Drive a Scandal japán pop-rockegyüttes huszadik kislemeze, amely 2013. szeptember 18-án jelent meg az Epic Records Japan kiadó gondozásában ötödik stúdióalbumuk, a Standard harmadik kislemezeként. A kiadvány a hetedik helyezést érte el az Oricon heti eladási listáján 15 957 példánnyal.

## Háttér
A kislemez producere Nakata Jaszutaka volt, a kiadvány címadó dalát is ő írta, így több, mint tizenöt éves pályafutása alatt ez volt első szerzeménye, amit egy hangszeren játszó együttesnek írt. Nakata nem igazán adott szabad kezet a zenekarnak a kiadvány felvételei során. A lemez B oldalas számát, a Scandal in the House-t Koszaka Daimaó írta, és ez az együttes első dala, amely merített a rave vagy a dubstep elemeiből, illetve az első, amelyen egyáltalán nem játszanak semmilyen hangszeren. A Scandal in the House videóklipje egy rövid jelenet erejéig a Frédéric Beigbeder által rendezett L’Idéal című filmben is feltűnik. A kislemez borítóját Lily Franky rajzolta, aki már évekkel korábban megígérte a zenekarnak, hogy készít nekik egy albumborítót.

## Számlista
| CD    | CD                        | CD                      | CD               | CD                          | CD    | CD | CD | CD | CD |
|       | Cím                       | Dalszöveg               | Zene             | Hangszerelő                 | Hossz |    |    |    |    |
| ----- | ------------------------- | ----------------------- | ---------------- | --------------------------- | ----- | -- | -- | -- | -- |
| 1.    | Over Drive                | Nakata Jaszutaka        | Nakata Jaszutaka | Nakata Jaszutaka, nishi-ken | 5:06  |    |    |    |    |
| 2.    | Scandal in the House      | Scandal, Koszaka Daimaó | Koszaka Daimaó   | Koszaka Daimaó              | 5:34  |    |    |    |    |
| 3.    | Over Drive (Instrumental) | —                       | Nakata Jaszutaka | Nakata Jaszutaka, nishi-ken | 5:04  |    |    |    |    |
| 15:45 |                           |                         |                  |                             |       |    |    |    |    |

| 1. | Kimi to mirai to kanzen dóki videóklip | Tomomi | Atsushi |  |  |